# Tee-ball
Tee-ball (teeball, tee ball nebo t-ball) je průpravná hra pro softbal a baseball určená především dětským věkovým kategoriím. Hlavní odlišností od softbalu resp. baseballu je, že hráč na pálce neodpaluje nadhozený míč, ale pálí míč ze stativu (pevného stojanu s pružným zakončením). Díky této úpravě pravidel je hra pro mladé hráče stále živá, dramatická a dostatečně emotivní (zatímco při čekání na úspěšný odpal se většina dětí nudí). T-ballové žákovské soutěže mají v zemích s baseballovými tradicemi značnou popularitu, v ČR se rozvíjejí v masovější míře v posledních cca pěti letech.[kdy?]